# Шидловецька сільська рада
Шидлове́цька сільська́ ра́да — колишня адміністративно-територіальна одиниця та орган місцевого самоврядування в Чемеровецькому районі Хмельницької області. Адміністративний центр — село Шидлівці.

## Загальні відомості
- Територія ради: 5,481 км²
- Населення ради: 1 563 особи (станом на 2001 рік)
- Територією ради протікає річка Збруч

## Населені пункти
Сільській раді підпорядковані населені пункти:
- с. Шидлівці
- с. Велика Зелена
- с. Вікторівка
- с. Криків
- с. Мала Зелена

## Склад ради
Рада складається з 16 депутатів та голови.
- Голова ради: Пекарчук Іван Іванович
- Секретар ради: Коруна Надія Леонідівна

### Керівний склад попередніх скликань
| Прізвище, ім'я, по батькові | Основні відомості                                                                                  | Дата обрання | Дата звільнення |
| --------------------------- | -------------------------------------------------------------------------------------------------- | ------------ | --------------- |
| Пекарчук Іван Іванович      | Сільський голова, 1973 року народження, освіта вища, член Всеукраїнського об'єднання «Батьківщина» | 26.03.2006   | 31.10.2010      |
| Пекарчук Іван Іванович      | Сільський голова, 1973 року народження, освіта вища, безпартійний                                  | 31.10.2010   |                 |

Примітка: таблиця складена за даними сайту Верховної Ради України

### Депутати
За результатами місцевих виборів 2010 року депутатами ради стали:

#### За суб'єктами висування
| Суб'єкт висування | Кількість обраних депутатів | %   |
| ----------------- | --------------------------- | --- |
| Самовисування     | 16                          | 100 |

#### За округами
| № округу | Прізвище, ім'я, по батькові          | Дата визнання обраним | Освіта             | Партійна приналежність | Відомості про обраного депутата                    |
| -------- | ------------------------------------ | --------------------- | ------------------ | ---------------------- | -------------------------------------------------- |
| 1        | Процків Віктор Антонович             | 04.11.2010            | середня            | позапартійний          | тимчасово не працює                                |
| 2        | Семенишен Петро Михайлович           | 04.11.2010            | середня            | позапартійний          | пенсіонер                                          |
| 3        | Пастух Ганна Анатоліївна             | 04.11.2010            | середня            | позапартійна           | Шидловецький вузол зв'язку, листоноша              |
| 4        | Монастирський Анатолій Станіславович | 04.11.2010            | вища               | позапартійний          | Шидлівці, ветлікар                                 |
| 5        | Архіпович Олександр Віталійович      | 04.11.2010            | вища               | член Народної партії   | Шидловецька школа, вчитель                         |
| 6        | Литвинчук Артем Іванович             | 04.11.2010            | вища               | позапартійний          |                                                    |
| 7        | Романцов Роман Юрійович              | 04.11.2010            | вища               | позапартійний          |                                                    |
| 8        | Мазуркевич Валерій Віталійович       | 04.11.2010            | вища               | позапартійний          | тимчасово не працює                                |
| 9        | Коруна Надія Леонідівна              | 04.11.2010            | вища               | позапартійна           | Шидловецька сільська рада, секретар                |
| 10       | Бортняк Валентин Миколайович         | 04.11.2010            | середня спеціальна | позапартійний          | пенсіонер                                          |
| 11       | Коруна Олександр Іваанович           | 04.11.2010            | середня            | член Єдиного Центру    | Газ контора, контролер                             |
| 12       | Король Євгенія Василівна             | 04.11.2010            | вища               | позапартійна           | Криківська школа, вчитель                          |
| 13       | Заклевська Олена Миколаївна          | 04.11.2010            | вища               | позапартійна           | ТОВ «Оболонь-Агро», бухгалтер                      |
| 14       | Фещук Ігор Іванович                  | 04.11.2010            | середня спеціальна | позапартійний          | підприємець                                        |
| 15       | Пушкаренко Вікторія Вікторвівна      | 04.11.2010            | середня            | позапартійна           | тимчасово не працює                                |
| 16       | Рудяк Ніна Василівна                 | 04.11.2010            | вища               | позапартійна           | Чемеровецький трудовий архів, зав трудовим архівом |